# Patosfa
Patosfa ist eine ungarische Gemeinde im Kreis Barcs im Komitat Somogy.

## Geografische Lage
Patosfa liegt 14 Kilometer nordöstlich der Stadt Szigetvár und 24,5 Kilometer  nordwestlich der Kreisstadt Barcs. Nachbargemeinden sind Lad und Somogyhatvan.

## Geschichte
Im Jahr 1913 gab es in der damaligen Kleingemeinde 97 Häuser und 700 Einwohner auf einer Fläche von 2618 Katastraljochen. Sie gehörte zu dieser Zeit zum Bezirk Szigetvár im Komitat Somogy.

## Infrastruktur
In Patosfa gibt es Kulturhaus, Bücherei, Haus- und Zahnarztpraxis, Bürgermeisteramt und eine römisch-katholische Kirche. Zudem gibt es in dem landwirtschaftlich geprägten Ort eine Firma für Holzverarbeitung und Parkettproduktion.

## Sehenswürdigkeiten
- Marienstatue
- Römisch-katholische Kirche Szűz Mária neve
- Schlosspark mit über 100 Jahre alten Kastanienalleen

## Flora
Die Umgebung des Ortes ist geprägt durch Mischwald mit Eichen, Hainbuchen und Linden. Weitere typische Pflanzen der Region sind Hunds-Zahnlilie, Besenginster, Brombeeren, Himbeeren sowie Weißdorne.

## Verkehr
Durch Patosfa verläuft die Landstraße Nr. 6607. Es bestehen Busverbindungen über Lad nach Kadarkút sowie über Somogyapáti nach Szigetvár, wo sich der nächstgelegene Bahnhof befindet.